# فهرست فیلم‌های پویانمایی ۲۰۱۷
این فهرستی از فیلم‌های بلند پویانمایی است که در سال ۲۰۱۷ منتشر شدند.

## فهرست
| عنوان                                  | کشور                          | کارگردان                                 | استودیو                                                    | تکنیک              | یادداشت                     |
| -------------------------------------- | ----------------------------- | ---------------------------------------- | ---------------------------------------------------------- | ------------------ | --------------------------- |
| بیسکوییت باغ‌وحشی                       | ایالات متحده آمریکا اسپانیا   | اسکات کریستین ساوا دین لوری تونی بنکرافت | بلو دریم استودیوز گروه فیلم چین                            | پویانمایی رایانه‌ای | [ ۱ ]                       |
| باربی                                  | ایالات متحده                  | کنراد هلتن و زکه نورتون                  | یونیورسال پیکچرز آرک پروداکشنز رین‌میکر استودیوز            | پویانمایی رایانه‌ای |                             |
| بلیم!                                  | ژاپن                          | هیرویوکی سشیتا                           | پالیگان پیکچرز                                             | پویانمایی رایانه‌ای | [ ۲ ]                       |
| بچه رئیس                               | ایالات متحده                  | تام مک‌گراث                               | دریم‌ورکس انیمیشن                                           | پویانمایی رایانه‌ای | [ ۳ ] [ ۴ ]                 |
| نان‌آور                                 | ایرلند کانادا                 | نورا توومی                               | کارتون سالون ایرکرفت پیکچرز                                | سنتی               | [ ۵ ]                       |
| کاپیتان زیرشلواری: اولین فیلم حماسی    | ایالات متحده                  | دیوید سورن                               | دریم‌ورکس انیمیشن                                           | پویانمایی رایانه‌ای | [ ۶ ]                       |
| ماشین‌ها ۳                              | ایالات متحده                  | برایان فی                                | پیکسار                                                     | پویانمایی رایانه‌ای | [ ۷ ]                       |
| کوکو                                   | ایالات متحده                  | لی آنکریچ                                | پیکسار                                                     | پویانمایی رایانه‌ای | [ ۸ ]                       |
| کد گیاس                                | ژاپن                          | گورا تانیگوچی                            | سانرایز                                                    | سنتی               | [ ۹ ]                       |
| من نفرت‌انگیز ۳                         | ایالات متحده                  | پی‌یر کافین کایل بالدا                    | ایلومینیشن اینترتینمنت                                     | پویانمایی رایانه‌ای | [ ۱۰ ]                      |
| اورکا سون                              | ژاپن                          | توموکی کیودا                             | بونز                                                       | سنتی               | [ ۱۱ ]                      |
| فیلشاه                                 | ایران لبنان                   | هادی محمدیان                             | گروه هنرپویا                                               | پویانمایی رایانه‌ای | [ ۱۳ ]                      |
| فیلم شکلک                              | ایالات متحده                  | تونی لئوندیس                             | سونی پیکچرز انیمیشن                                        | پویانمایی رایانه‌ای | [ ۱۴ ] [ ۱۵ ] [ ۱۶ ]        |
| فردیناند                               | ایالات متحده                  | کارلوز سالدانیا                          | بلو اسکای استودیو                                          | پویانمایی رایانه‌ای | [ ۱۷ ]                      |
| دختران و تانک                          | ژاپن                          | تسوتومو میزوزیما                         | آکتاس                                                      | سنتی               | [ ۱۸ ]                      |
| گودزیلا: سیاره هیولاها                 | ژاپن                          | کوبون شیزونو هیرویوکی سشیتا              | پالیگان پیکچرز                                             | سنتی               | [ ۱۹ ]                      |
| گوردن و پدی Gordon och Paddy           | سوئد                          | لیندا هامبوک                             | Film i Väst لی فیلم                                        | سنتی               | [ ۲۱ ]                      |
| لیگ عدالت تاریک                        | ایالات متحده                  | جی اولیوا                                | انیمیشن برادران وارنر دی‌سی انترتینمنت                      | سنتی               | [ ۲۲ ]                      |
| کابانری از قلعه آهنی                   | ژاپن                          | تتسوری اراکی                             | ویت استودیو                                                | سنتی               | [ ۲۳ ] [ ۲۴ ]               |
| کیکوریکی. دژاوو Смешарики. Дежавю      | روسیه                         | دنیس چرنوف                               | پیترزبورگ انیمیشن استودیو                                  | پویانمایی رایانه‌ای | [ ۲۵ ] [ ۲۶ ]               |
| کیزومونوگاتاری                         | ژاپن                          | آکیوکی شینبو تاتسویا اوشی                | شفت                                                        | سنتی               | [ ۲۷ ]                      |
| فیلم لگو بتمن                          | ایالات متحده                  | کریس مک کی                               | گروه انیمیشن وارنر دی‌سی انترتینمنت گروه لگو                | پویانمایی رایانه‌ای | [ ۲۸ ]                      |
| فیلم لگو نینجاگو                       | ایالات متحده                  | چارلی بین                                | وارنر انیمیشن گروپ گروه لگو                                | پویانمایی رایانه‌ای | [ ۲۹ ] [ ۳۰ ]               |
| وینسنت بامحبت                          | لهستان انگلستان               | دوروتا کوبیلا هیو ولچمن                  | تریدمارک فیلمز بریک‌ترو فیلمز                               | رنگ روغن / سنتی    | [ ۳۱ ] [ ۳۲ ]               |
| ماری و گل جادوگر Meari to Majo no Hana | ژاپن                          | هیروماسا یونه‌بایاشی                      | استودیو پونکو                                              | سنتی               | [ ۳۳ ]                      |
| خانواده هیولاها                        | آلمان انگلستان                | هولگر تپه                                | امبینت انترتینمنت یونایتد انترتینمنت                       | پویانمایی رایانه‌ای | [ ۳۴ ]                      |
| فیلم پونی کوچولو                       | ایالات متحده کانادا           | جیسون تیسن                               | السپارک دی‌اچ‌اکس مدیا                                       | سنتی               | [ ۳۵ ] [ ۳۶ ]               |
| عملیات آجیلی ۲: آجیلی اصل              | ایالات متحده کانادا کره جنوبی | کال برانکر                               | تون‌باکس انترتینمنت ردروور گالف‌ستریم پیکچرز                 | پویانمایی رایانه‌ای | [ ۳۷ ]                      |
| اورلرد                                 | ژاپن                          | ناویوکی ایتو                             | مدهاوس                                                     | سنتی               | [ ۳۸ ]                      |
| رزیدنت ایول: انتقام                    | ژاپن                          | تاکانوری تسوجیموتو                       | سونی پیکچرز انترتینمنت ژاپن سیاره انیمیشن مارزا            | پویانمایی رایانه‌ای | [ ۳۹ ]                      |
| سادکو Садко                            | روسیه                         | ویتالی مخمتزیانوف                        | این‌لی فیلم سی‌تی‌بی فیلم کمپانی                              | پویانمایی رایانه‌ای | [ ۴۰ ]                      |
| صحرا                                   | فرانسه کانادا                 | پیر کوره                                 | لا ستاتیون انیمیشن ماندارین پروداکشنز ترانسفیلم اینترنشنال | پویانمایی رایانه‌ای | [ ۴۲ ]                      |
| اسمورف‌ها: دهکده گمشده                  | ایالات متحده                  | کلی اشبری                                | سونی پیکچرز انیمیشن                                        | پویانمایی رایانه‌ای | [ ۴۳ ]                      |
| پسر پاگنده Bigfoot Junior              | بلژیک فرانسه                  | جرمی دگروسون بن استاسن                   | ان‌ویو پیکچرز                                               | پویانمایی رایانه‌ای |                             |
| ستاره                                  | ایالات متحده                  | تیموتی رکارت                             | سونی پیکچرز انیمیشن                                        | پویانمایی رایانه‌ای | [ ۱۶ ] [ ۴۵ ] [ ۴۶ ] [ ۴۷ ] |
| توماس و دوستان: سفر فراتر از سودور     | انگلستان                      | دیوید استوتن                             | هیت انترتینمنت                                             | پویانمایی رایانه‌ای |                             |
| تایتان‌های نوجوان: قرارداد یهودا        | ایالات متحده                  | سام لیو                                  | انیمیشن برادران وارنر دی‌سی انترتینمنت                      | سنتی               | [ ۴۸ ]                      |
| تابوی تهران                            | اتریش آلمان                   | علی سوزنده                               | لیتل دریم انترتینمنت کوپ۹۹ فیلم‌پروداکشنز روندفونک اتریش    | سنتی               | [ ۵۰ ]                      |
| زامبلنیوم                              | فرانسه                        | آرتور د پینز الکسیس دوکورد               | میببی موویز                                                | پویانمایی رایانه‌ای | [ ۵۲ ]                      |

## پرفروش‌ترین فیلم‌های پویانمایی ۲۰۱۷
۱۰ پرفروش‌ترین فیلم‌های پویانمایی سال ۲۰۱۷ عبارتند از:
| رتبه | عنوان                               | توزیع‌کننده/ استودیو        | فروش جهانی     |        |
| ---- | ----------------------------------- | -------------------------- | -------------- | ------ |
| ۱    | من نفرت‌انگیز ۳                      | یونیورسال پیکچرز           | $۱٬۰۳۴٬۷۹۹٬۴۰۹ | [ ۵۳ ] |
| ۲    | کوکو                                | استودیو سینمایی والت دیزنی | $۸۰۷٬۰۸۲٬۱۹۶   | [ ۵۴ ] |
| ۳    | بچه رئیس                            | استودیو قرن بیستم          | $۵۲۷٬۹۶۵٬۹۳۶   | [ ۵۵ ] |
| ۴    | ماشین‌ها ۳                           | استودیو سینمایی والت دیزنی | $۳۸۳٬۹۳۰٬۶۵۶   | [ ۵۶ ] |
| ۵    | فیلم لگو بتمن                       | برادران وارنر              | $۳۱۱٬۹۵۰٬۳۸۴   | [ ۵۷ ] |
| ۶    | فردیناند                            | استودیو قرن بیستم          | $۲۹۶٬۰۶۹٬۱۹۹   | [ ۵۸ ] |
| ۷    | فیلم شکلک                           | کلمبیا پیکچرز              | $۲۱۷٬۷۷۶٬۶۴۶   | [ ۵۹ ] |
| ۸    | اسمورف‌ها: دهکده گمشده               | کلمبیا پیکچرز              | $۱۹۷٬۱۸۳٬۵۴۶   | [ ۶۰ ] |
| ۹    | کاپیتان زیرشلواری: اولین فیلم حماسی | استودیو قرن بیستم          | $۱۲۵٬۵۰۶٬۷۵۸   | [ ۶۱ ] |
| ۱۰   | فیلم لگو نینجاگو                    | برادران وارنر              | $۱۲۳٬۰۸۱٬۵۵۵   | [ ۶۲ ] |